# Ben Wierink
Bernard Willem (Ben) Wierink (Amsterdam, 4 januari 1856 - aldaar, 19 februari 1939) was een Nederlandse tekenaar, kunstschilder, illustrator en ontwerper van sieraden en speelgoed. Hij behoorde samen met onder anderen Nelly Bodenheim, Wilhelmina Drupsteen en Rie Cramer tot de eerste Nederlandse kunstenaars rond 1900, die vanuit artistieke principes werkten om esthetisch verantwoorde prentenboeken voor kinderen te maken. Hoogtepunten van zijn werk als illustrator zijn Pim's poppetjes (1898), Jan Klaassen (1903) en het middeleeuwse verhaal van Reinaert de Vos (1910) in een bewerking van Stijn Streuvels. Daarnaast was hij werkzaam in het onderwijs, aanvankelijk als docent, later als directeur. Voor het lagere onderwijs ontwikkelde hij een Reformtekenmethode.  

## Leven en werk

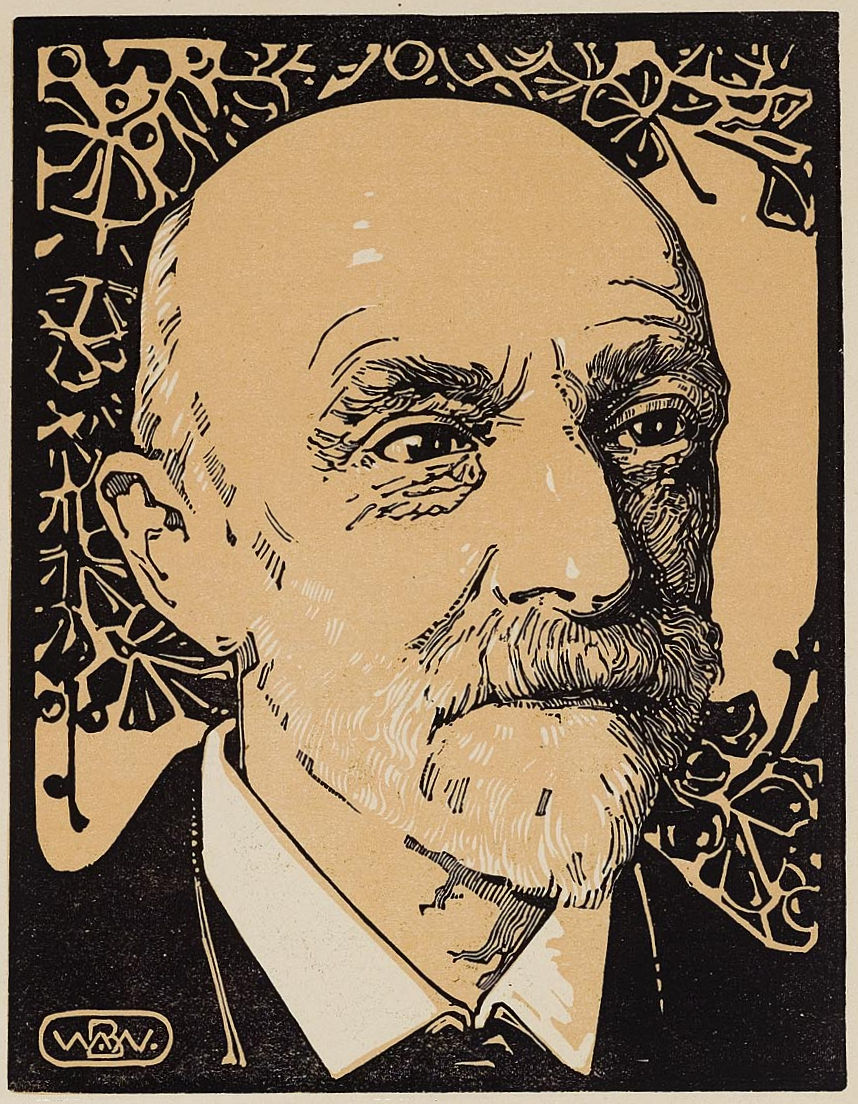
Portret door Wierink van de schilder Maurits van der Valk

Aanvankelijk werd Wierink opgeleid tot onderwijzer, maar hij ging als tekenaar werken op het architectenbureau van P.J.H. Cuypers, waar hij assisteerde bij de plannen voor het nieuwe Amsterdamse Rijksmuseum, in die periode behaalde hij in 1878 zijn MO-tekenakte. Van 1879 tot 1881 was hij leraar aan de door Cuypers opgerichte Kunstnijverheidsschool Quellinus Amsterdam. In 1881 volgde hij zijn leermeester en vriend H.C. Dekker op als tekenleraar aan de Amsterdamse Gemeentelijke Kweekschool voor Onderwijzers en Onderwijzeressen en hij zou dit naast zijn andere werkzaamheden veertig jaar volhouden. Van 1888-1929 was hij directeur van de Industrieschool van de Maatschappij van den Werkende Stand. Tevens had hij zitting in verscheidene commissies en besturen. En was hij leraar van onder anderen Herman Bernard Dieperink, Jan Fekkes, Frederik de Graaf, Patricq Kroon, en Carel Adolph Lion Cachet. 
Ben Wierink schreef diverse artikelen en boeken over tekenonderwijs. En hij ontwikkelde  een Reformtekenmethode voor het lagere onderwijs. Hij publiceerde die in 1908 als Geen dag zonder lijn. Deze methode was meer gebaseerd op de nieuwe inzichten van de ontwikkelingspsychologie en minder  op de ambachtelijke praktijk van het traditionele onderwijs, zoals tot dan toe gebruikelijk. Maar dit betekende niet dat kinderen met deze Reformtekenmethode op school al vrij mochten tekenen of mochten fantasietekenen, daarvoor was de methode van Wierink te veel ingebed in de Nieuwe Kunst. Het zou nog tot zeker rond 1930 duren, voordat dat hier en daar werd toegestaan.
Daarnaast maakte Wierink schilderijen en grafiek, (zoals litho’s en houtsneden van dieren). Hij illustreerde boeken, batikte en ontwierp drukwerk, boekbanden, sieraden en speelgoed.
Bekende hoogtepunten in zijn oeuvre zijn Pim’s poppetjes (1898) en Jan Klaassen (1903). Onder het pseudoniem Oom Ben schreef en illustreerde hij deze twee prentenboeken voor kinderen. Tekst en beeld werden samen op één lithosteen ontworpen. Hij besteedde veel aandacht aan het totaalbeeld. Een ander prestigieus project van Ben Wierink was het illustreren van Stijn Streuvels bewerking van het middeleeuwse verhaal van Reinaert de Vos (1910). Onder invloed van de Arts and Crafts Movement plaatste hij zijn vrije tekeningen, samen met de tekst, in een strak kader van gestileerde bloemen en dieren, waardoor ook hier een visuele eenheid van tekst en beeld ontstaat. In Nederland waren Antoon Derkinderen en Theo van Hoytema hem hierin al voorgegaan.

### Geïllustreerde boeken met tekst.
Deze boeken verschenen onder het pseudoniem Oom Ben.
- 1898 - Pim's Poppetjes. Een kijksprookje voor zijn vriendinnetjes & vriendjes (H. Gerlings) Digitale versie
- 1903 - Jan Klaassen (J.M.Schalekamp) Digitale versie

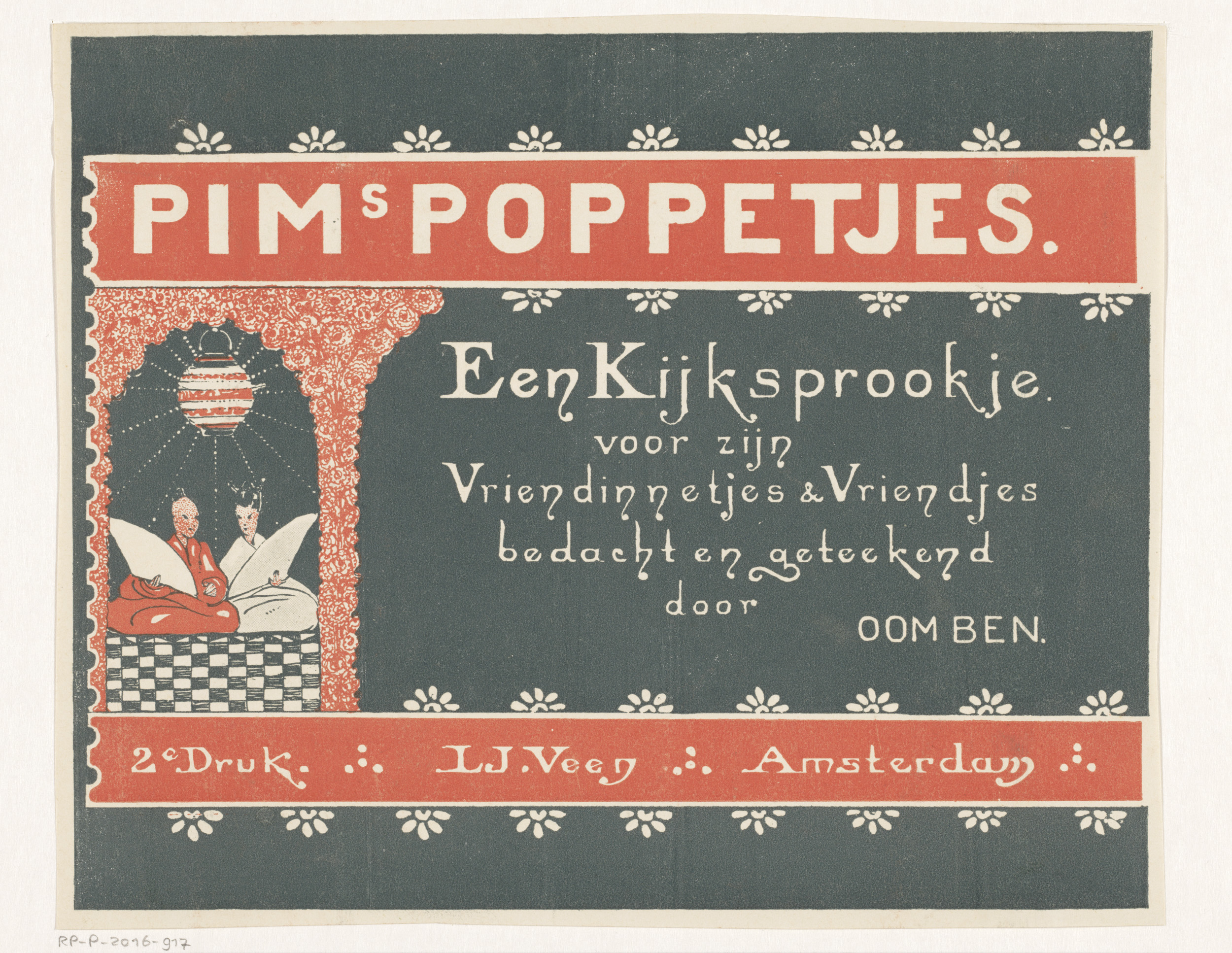
Bandontwerp van Pim's Poppetjes. (2e druk, 1913)
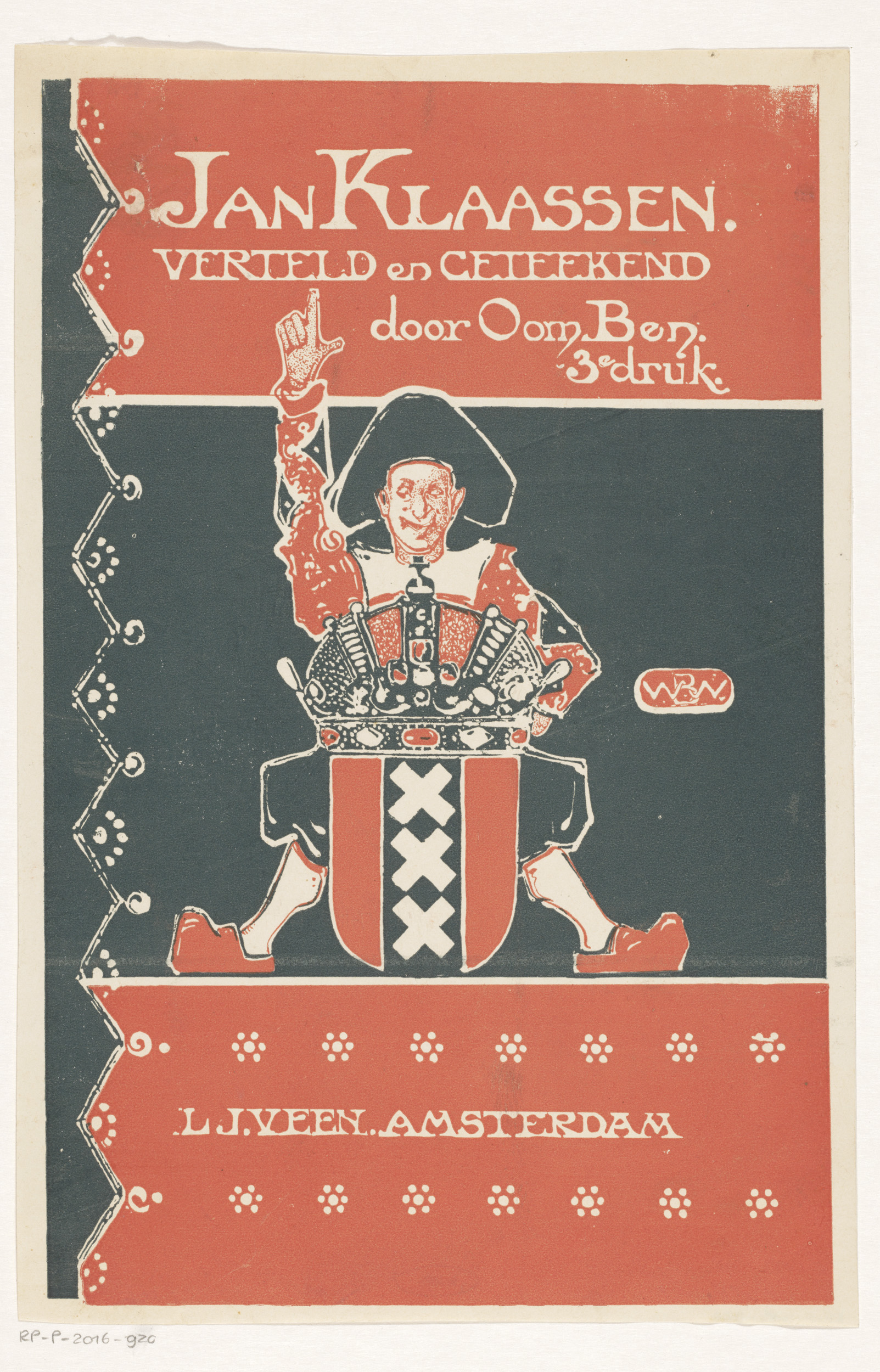
Bandontwerp van Jan Klaassen. (3e druk, 1913)

### Geïllustreerde boeken
- 1900 - In de wouden der Germanen. Historisch verhaal, auteur E. Molt. (Idema)
- 1900 - Roderik. Historisch verhaal uit de eerste helft der zevende eeuw, auteur E. Molt. (Idema)
- 1901 - Alewijn, de lijfeigene. Historisch verhaal uit de 12e eeuw, auteur E. Molt. (Idema)
- 1902 - Dieryc, de schrijnwerker. Historisch verhaal uit het midden der veertiende eeuw, auteur E. Molt (Idema)
- 1902 - Een valkenjacht op het kasteel Brederode. Historisch verhaal uit het jaar 1349 auteur E. Molt (Idema)
- 1903 - De kluizenaar in het woud van Glenchon. Historisch verhaal uit het jaar 1225, auteur E. Molt. (Idema)
- 1903 - De laatste strijd. Historisch verhaal uit den tijd der Hoeksche en Kabeljauwsche twisten, auteur E. Molt. (Idema)
- 1905 - Hoste Bruneels. Historisch verhaal, auteur E. Molt. (Idema)
- 1905 - De page van Gravin Hilswinde. Historisch verhaal auteur E. Molt. (Idema)
- 1910 - Reinaert de Vos, een bewerking van Stijn Streuvels. (L.J.Veen)

### Boeken
- 1906 - Hollandsche prentenboeken. In: Catalogus van de tentoonstelling Kind en Kunst, ineengezet door de commissie voor schilderkunst en die voor architectuur en nijverheidskunst gedurende de maand januari 1906 in het Stedelijk Museum, Amsterdam. (Stedelijk Museum), p. 15-23. Digitale versie
- 1908 - Geen dag zonder lijn. Rapport in zake het teekenonderwijs op de lagere school. (Van Rossen)

## Secundaire literatuur
- Saskia de Bodt [et al.], Bernard Willem Wierink 1856-1939 (Drents Museum, 2009) Uitgave t.g.v. de tentoonstelling Made in Artis : grafiek en prentenboeken van de Amsterdamse kunstenaar B.W. Wierink (1856-1939)
- Jeroen Kapelle, Bernard Willem Wierink (1856-1939), Boekenpost 17 (2009), nr. 102 (juli/augustus), p. 4-5